# Stitch Head
Stitch Head är en kommande animerad skräck- och familjefilm från Aniventure, i samarbete med Assemblage Entertainment, Wild Bunch och Gringo Films. Filmen baseras på barnboksserien med samma namn av Guy Bass och Pete Williamson och har planerad premiär den 16 oktober 2025. Röstrollerna är gjorda av Asa Butterfield, Joel Fry, Alison Steadman, Fern Brady, Rob Brydon och Tia Bannon. 

## Handling
Stitch Head bor på ett slott i staden Grubbers Nubbin, där han försöker dölja sina monstervänner från omvärlden, för att undvika att skapa panik i samhället. När Fulbert Freakfinder, ägare av en freak show, kommer till staden blir Stitch Head, förvånansvärt nog, den nya huvudattraktionen. 